# 内田静馬
内田 静馬（うちだ しずま、1906年4月1日 - 2000年4月29日）は、日本の版画家。

## 経歴
埼玉県生まれ。1924年埼玉県立川越中学校を卒業し、東京高等工芸学校木材工藝科に進学。1927年に同校を卒業。1928年、第6回春陽会展で作品が入選し、版画家としてデビューする。1930年には新潟県立高田商工学校に木工教諭として赴任し、教師をしながら創作活動を続け、1932年には日本版画協会会員となる。1939年8月には下関市立下関商工学校教諭に転任するが、戦況が厳しくなると1945年1月には郷里に戻り、埼玉県工芸指導所長に任じられ、1948年まで埼玉県庁職員として勤めた。その後、1968年から1976年まで郷里の桶川町の川田谷地区の公民館長を勤めながら、1970年代には版画教室を催したり、木版画の制作方法を表した著作を公刊するなど、版画普及活動も行った。